# 伸展角石
伸展角石（學名：Ectenolites）是一屬已滅絕的鸚鵡螺類。為生存在晚寒武紀至早奧陶紀海洋中的頭足類。其化石分布於美國和中國等地。

## 特徵
伸展角石的外殼小而細長，殼形為圓柱狀。類似於愛麗斯木角石，但體型較小，比例較窄。伸展角石體腔比例較長，殼體本身略微壓縮。體管位於腹側。

## 物種[1]
- Ectenolites clelandi Ulrich & al. 1944
- Ectenolites extensus Flower, 1964
- Ectenolites primus Flower, 1964
- Ectenolites sinuatus Flower, 1964
- Ectenolites subgracilis Ulrich & Foerste, 1935